# Херон
Херон (Хайрон, др.-греч. Χαίρων) — персонаж древнегреческой мифологии. Сын Аполлона и Феро, сестры Гиппота и правнучки Геракла. По неясной версии, сын Аполлона и Арны.
Современник дорийского вторжения в Пелопоннес. Дал своё имя городу Херонее, который прежде назывался Арна и был основан Аполлоном. Город, ранее расположенный на западе от горы, он обратил к востоку.